# Ratusz we Lwowie
Ratusz we Lwowie (ukr. Львівська ратуша) – ratusz w Śródmieściu Lwowa, na Rynku, wzniesiony w latach 1827–1835 w stylu klasycystycznym według projektu Józefa Markla i Franciszka Treschera.
Pierwotny ratusz wybudowano przed 1381 rokiem w stylu gotyckim. W 1489 roku królewicz Jan I Olbracht położył kamień węgielny pod budowę murowanego gmachu ratusza, który wzniesiono w latach 1491–1504 jednocześnie z wieżą. W 1615 Marcin Kampian przebudował ratusz w stylu renesansowym, wznosząc nową, ośmioboczną wieżę o wysokości 58 m.
14 lipca 1826 roku wieża runęła, niszcząc znaczną część obiektu i grzebiąc pod swoimi gruzami 8 osób. Zachowany opis dowodzi, że współwinnymi tragedii byli najwybitniejsi fachowcy wchodzący w skład specjalnej komisji, która rano, w dniu upadku wieży, przeprowadziła jej oględziny techniczne. Wszyscy orzekli, a nawet sporządzili opinię na piśmie, że wprawdzie wieża jest w złym stanie, ale nic jej nie grozi w najbliższym czasie i nie trzeba podejmować nadzwyczajnych środków ostrożności oprócz zamurowania pęknięć. Ów protokół zachował się w oryginale w aktach Archiwum miejskiego i stwierdzał na podstawie oględzin wieży, że nie ma bezpośredniego niebezpieczeństwa jej upadku, podczas gdy jego spisywanie zostało przerwane właśnie przez trzask upadającej wieży.
W latach 1827–1835 postawiono nowy ratusz według projektów Józefa Markla i Franciszka Treschera. 2 listopada 1848 roku, w wyniku bombardowania Lwowa przez Austriaków, ratusz spłonął. Odbudowa trwała rok, nieznacznie zmieniając pierwotny projekt – usunięto z wieży kopułę. Przed I wojną światową planowano przebudować obiekt w stylu polskiego renesansu, jednak planów tych nie zrealizowano.
25 września 1921 roku, w miejscu dwugłowego austriackiego orła zdjętego 3 maja 1919, na szczycie wieży ratusza odsłonięto polskiego Orła Białego. Projektantem był docent lwowskiej Politechniki Eugeniusz Czerwiński. Godło państwowe wykonali we lwowskiej  pracowni artystyczno-ślusarskiej i budowlanej Franciszka Będkowskiego, sam właściciel z werkmistrzem Józefem Drezowskim.
W sierpniu 1934 roku z okazji II Zjazdu Polaków z Zagranicy we Lwowie w ścianę ratusza lwowskiego wmurowano tablicę pamiątkową o następującej treści: Składając hołd bohaterstwu Orląt Lwowskich, tablicę tę na pamiątkę utworzenia Światowego Związku Polaków, ufundował II. Zjazd Polaków z Zagranicy. Lwów w sierpniu 1934..

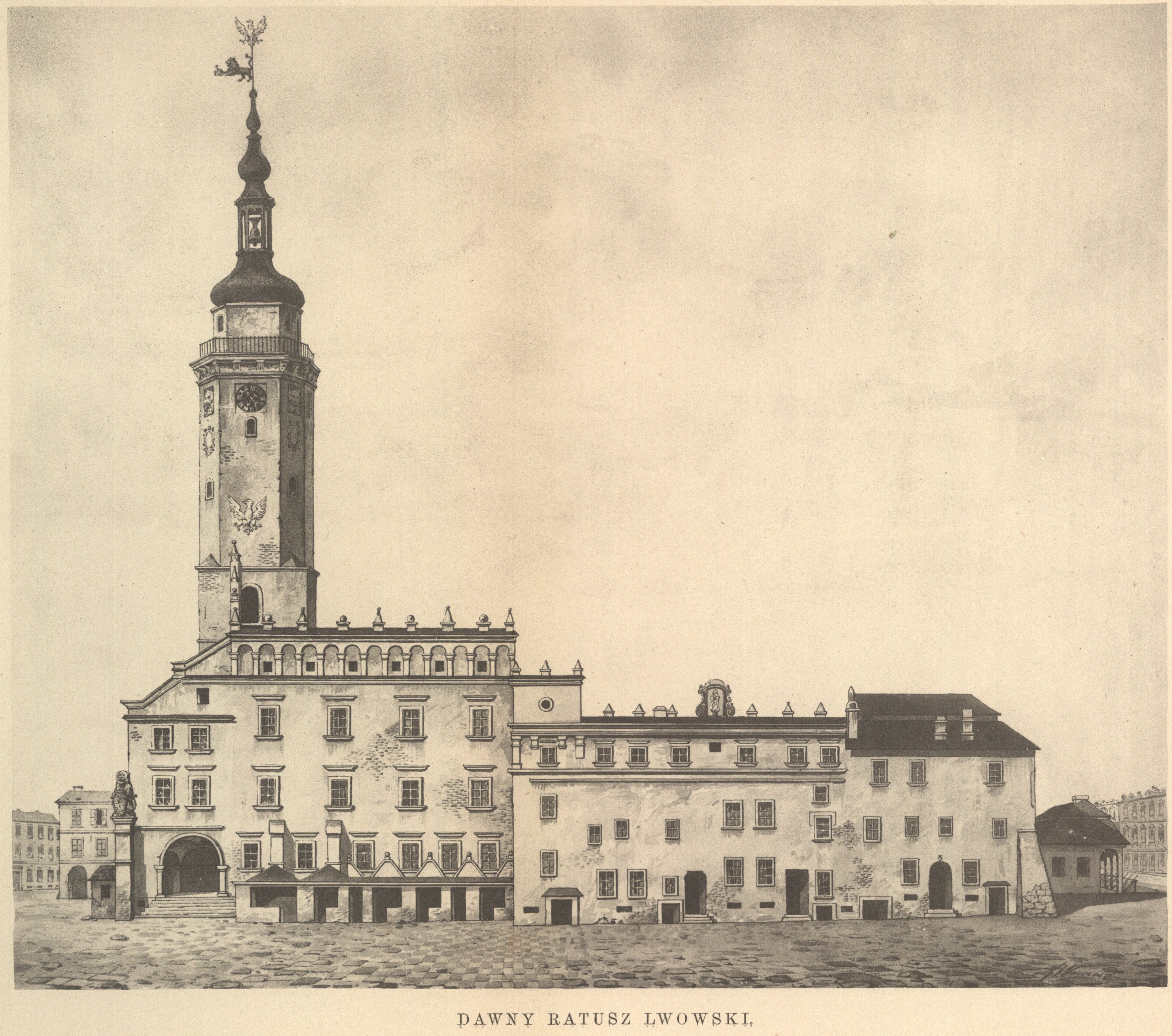
Dawny ratusz lwowski przed 1826
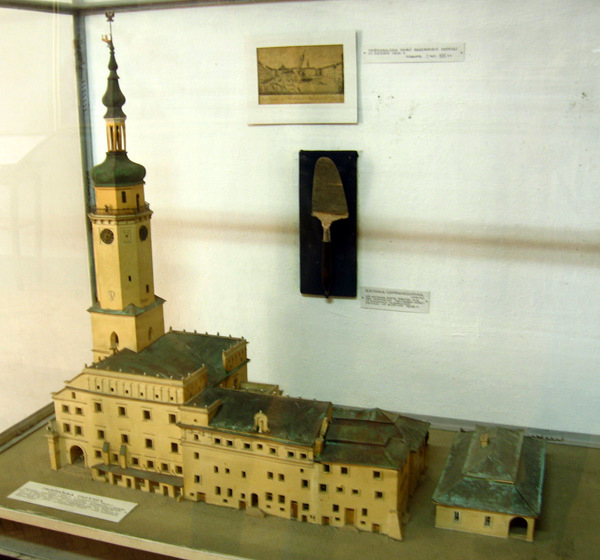
Makieta starego ratusza autorstwa Janusza Witwickiego w Muzeum Historycznym Lwowa
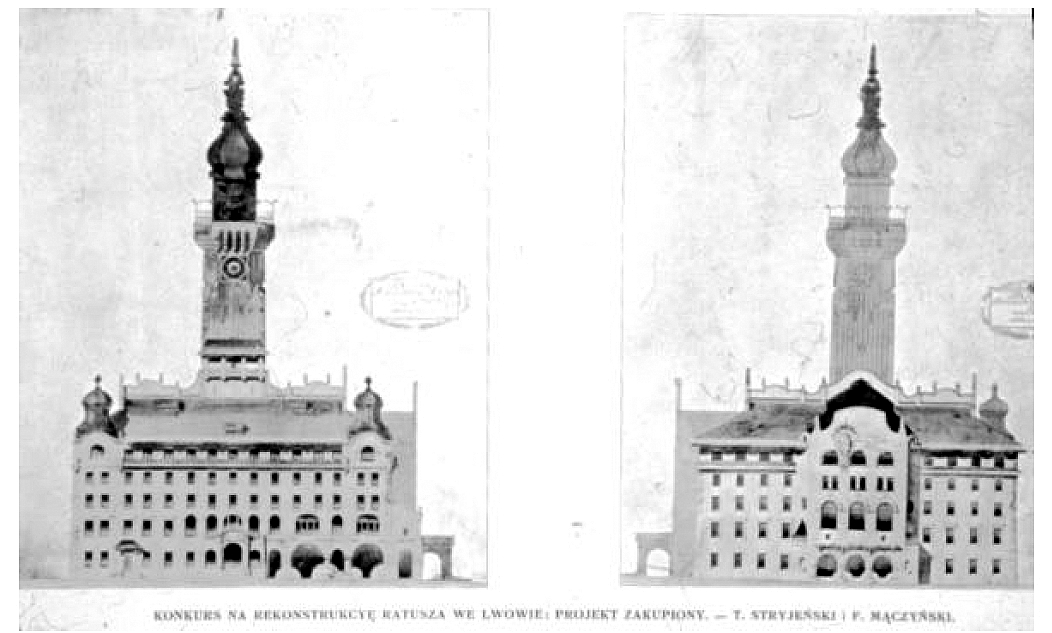
Niezrealizowany projekt rekonstrukcji ratusza z 1907 autorstwa Franciszka Mączyńskiego i Tadeusza Stryjeńskiego